# Parafia św. Floriana w Hamtramck
Parafia św. Floriana w Hamtramck (ang. St. Florian’s Parish) – parafia rzymskokatolicka położona w Hamtramck w stanie Michigan, Stany Zjednoczone.
Jest ona wieloetniczną parafią w Hamtramck, z mszą św. w j. polskim, dla polskich imigrantów.
Parafia została założona 8 maja 1907 roku i dedykowana św. Florianowi. Nadzór klerycki nad parafią ma Towarzystwo Chrystusowe dla Polonii Zagranicznej.

## Historia
Duży wpływ na rozwój parafii św. Floriana miał napływ polskich imigrantów z Polski w związku z otwarciem fabryki samochodów Dodge w 1910 roku.
W 1907 roku, fabryki Ford, Dodge i Packard były głównym miejsce zatrudnienia wielu polskich emigrantów, którzy osiedlili się w Hamtramck lub w przyległych dzielnicach w północnej części Detroit.
Archidiecezja Detroit uznawała potrzebę zapewnienia opieki duszpasterskiej dla polskich imigrantów i ustanowiła parafii Świętego Floriana w Hamtramck. Pierwszy kościół został poświęcony 10 stycznia 1910 roku.

## Kościół
Projektantem obecnego kościoła był Ralph Adams Cram, znanym za popularyzację architektury gotyckiej w Stanach Zjednoczonych. Stworzył on wspaniałą budowle w stylu gotyckim, która wygrała nagrodę amerykańskiego magazynu dla architektów w 1926 roku, a konsekracja kościoła odbyła się 21 października 1928 roku.

## Nabożeństwa w j.polskim
- Niedziela – 10:00; 18:30

## Wydarzenia
- W 1969 roku biskup krakowski kardynał Karol Wojtyła, późniejszy papież Jan Paweł II – odprawił mszę św. w tym kościele.
- Kościół służył jako tło do niektórych scen w filmie Polish Wedding w 1997 roku.